# Жан-Антуан Нолле

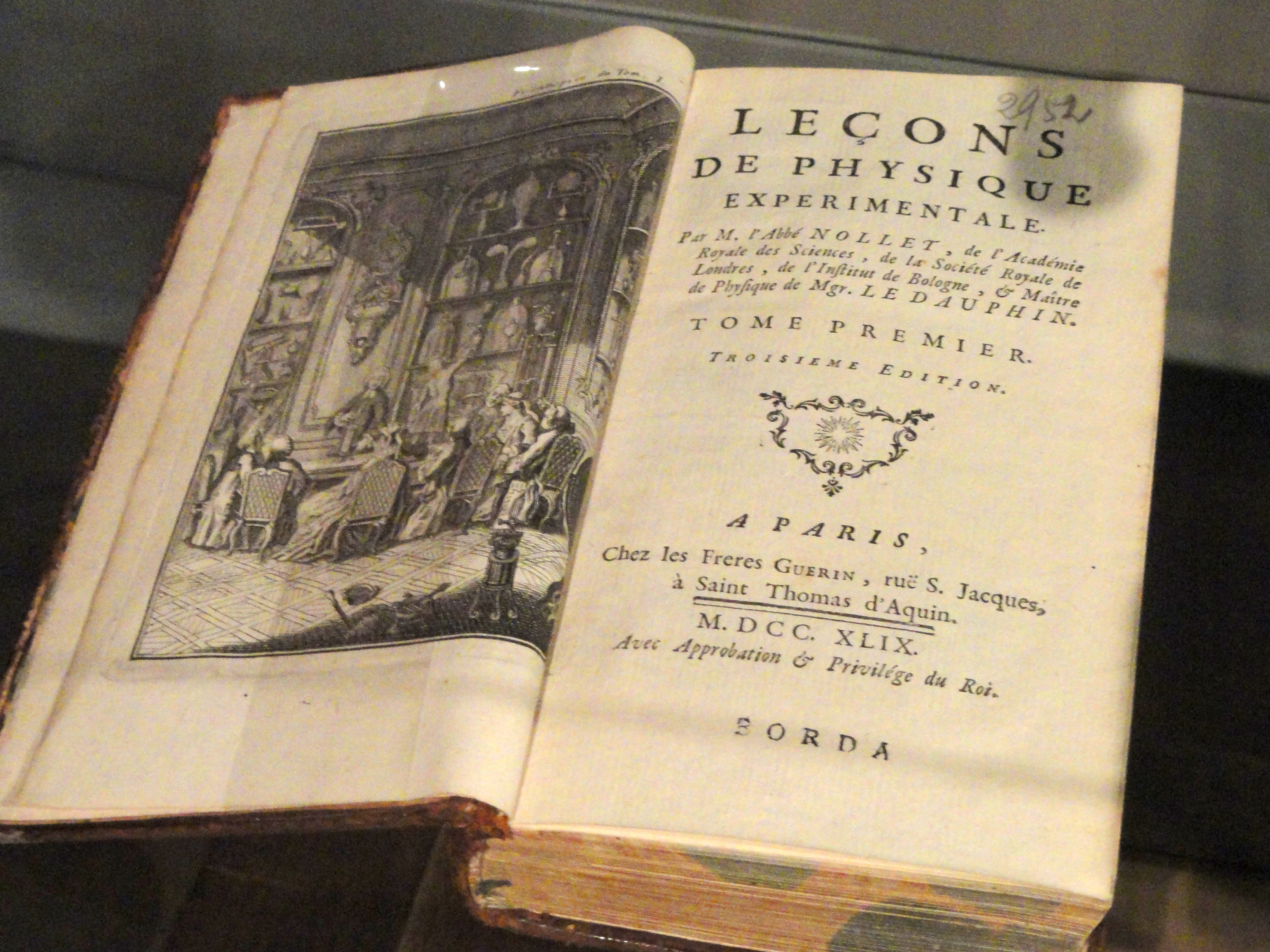
Лекції з експериментальної фізики абата Нолле

Жан-Антуан Нолле (фр. Jean Antoine Nollet; 1700, Пемпре, Франція —1770, Париж, Французьке королівство) — французький священник (абат) і фізик (член Паризької академії наук від 1739 року). Співпрацював із французьким природодослідником Рене Реомюром. Автор праць із фізики, зокрема підручників.

## Життєпис
Народився 19 листопада 1700 року в Пемпре в сім'ї фермерів, які походять з Комп'єня.
Початкову освіту здобув у Клермоні, в Колеж Бове і в Парижі. 1735 року став викладачем експериментальної фізики.
Був професором у Турині і Наваррському колежі, читав лекції в Бордо і Версалі, від 1761 року працював у Школі мистецтв у Мезьєрі.
Проводив дослідження в галузі електрики, молекулярної фізики й оптики.
Помер 2 квітня 1770 року.

## Внесок у науку
1748 року Ж.-А. Нолле відкрив дифузію рідин і осмос.
1747 року винайшов електроскоп.
Описав машину для шліфування лінз, удосконалив лейденську банку, електростатичний генератор.
Також Нолле має пріоритет у науці щодо спостереження явищ:
- помітив, що електрика «стікає» з вістря швидше, ніж із тупого кінця предмета;
- спостерігав конденсацію пари в посудині під час відкачування;
- висунув ідею вивчати вплив електрики на живих істот, зокрема, провів дослід з проходження електричного струму через 180 осіб.

## Примітка
1. ↑  http://www.academie-sciences.fr/fr/Liste-des-membres-depuis-la-creation-de-l-Academie-des-sciences/les-membres-du-passe-dont-le-nom-commence-par-n.html
2. ↑  Bibliothèque nationale de France BNF: платформа відкритих даних — 2011.
3. ↑  SNAC — 2010.
4. ↑  Енциклопедія Брокгауз
5. 1 2  Белюстов, 2010.
6. 1 2 3 4  Объединение учителей СПб.
7. ↑  Храмов, 1983, с. 199.
8. 1 2 3  Храмов, 1983, с. 198.